# Бартана, Яэль
Яэль Бартана (Иаэль; ивр. יעל ברתנא‎, 1970, Афула) — израильская художница. Её работы исследуют общество и политику. Художница стала известна своими сложными визуализациями в виде фотографий, кино- видео и звуковых работ и инсталляций.

## Биография
Изучала фотоискусство в Бецалельской академии искусств и дизайна (Иерусалим, 1992—1996). Училась и работала в Канаде и США. В настоящее время живёт, работает, преподаёт в Тель-Авиве и Амстердаме. Участвовала в 12-й документе (2007), а также в 27-й и 29-й биеннале в Сан-Паулу (2006 и 2010).
В 2011 году участвовала в Венецианской биеннале, выставив в польском павильоне (у Яэли Бартаны нет польского гражданства, и она никогда не жила в Польше) видеофильм в трёх частях «И Европа будет потрясена». В трилогии рассказывается о вымышленном Движении за еврейское возрождение, которое решает вернуться в Польшу и основать там своё поселение. Лидера движения играет реальный политик и левый интеллектуал Славомир Сераковский. Фильм одновременно вроде как агитирует за это движение и деконструирует политическую идею возрождения чего-либо.
До биеннале фильм «И Европа будет потрясена» был показан в Музее современного искусства в Мальмё (2010), а после — в Москве в рамках программы «Аудитория Москва», разработанной Екатериной Дёготь, Иоанной Мытковской и Давидом Риффом (сентябрь—октябрь 2011).

## Признание и награды
- 2003 — премия Ансельма Кифера.
- 2010 — художественная премия Artes Mundi[англ.].

## Персональные выставки
- 2009: Иаэль Бартана в P.S.1 Архивная копия от 23 июля 2011 на Wayback Machine
- 2008: Foksal Gallery, Варшава, Польша
- 2008: Центр современного искусства, Тель-Авив, Израиль
- 2007: The Power Plant, Торонто, Канада
- 2006: Kunstverein Hamburg, Гамбург, Германия
- 2005: Музей Санкт-Галлена, Санкт-Галлен, Швейцария
- 2004: Sommer Contemporary Art, Тель-Авив, Израиль
- 2004: MIT List Visual Arts Center, Кембридж (Массачусетс), США